# Alice Whitty
Alice Whitty, Alice Ann Simicak (Vancouver, 1934. március 24. – 2017. január 7.) kanadai magasugró olimpikon.

## Pályafutása
Az 1952-es helsinki olimpián a 10. helyen végzett, négy évvel később Melbourne-ben 16. lett. Az 1959-es pánamerikai játékokon ezüstérmet szerzett.

## Sikerei, díjai
- Pánamerikai játékok
  - ezüstérmes: 1959, Chicago